# Gran Premi del Canadà del 2018
El Gran Premi del Canadà de Fórmula 1 del 2018 fou la setena carrera de la temporada 2018. Va tenir lloc del 8 al 10 de juny en el Circuit Gilles Villeneuve, a Mont-real.

## Classificació per la graella de sortida
Resultats
| Pos.                     | Nº | Pilot             | Equip-motor               | Q1          | Q2       | Q3       | Posició de sortida |
| ------------------------ | -- | ----------------- | ------------------------- | ----------- | -------- | -------- | ------------------ |
| 1                        | 5  | Sebastian Vettel  | Ferrari                   | 1:11.710    | 1:11.524 | 1:10.764 | 1                  |
| 2                        | 77 | Valtteri Bottas   | Mercedes                  | 1:11.950    | 1:11.514 | 1:10.857 | 2                  |
| 3                        | 33 | Max Verstappen    | Red Bull Racing-TAG Heuer | 1:12.008    | 1:11.472 | 1:10.937 | 3                  |
| 4                        | 44 | Lewis Hamilton    | Mercedes                  | 1:11.835    | 1:11.740 | 1:10.996 | 4                  |
| 5                        | 7  | Kimi Räikkönen    | Ferrari                   | 1:11.725    | 1:11.620 | 1:11.095 | 5                  |
| 6                        | 3  | Daniel Ricciardo  | Red Bull Racing-TAG Heuer | 1:12.459    | 1:11.434 | 1:11.116 | 6                  |
| 7                        | 27 | Nico Hülkenberg   | Renault                   | 1:12.795    | 1:11.916 | 1:11.973 | 7                  |
| 8                        | 31 | Esteban Ocon      | Force India-Mercedes      | 1:12.577    | 1:12.141 | 1:12.084 | 8                  |
| 9                        | 55 | Carlos Sainz Jr.  | Renault                   | 1:12.689    | 1:12.097 | 1:12.168 | 9                  |
| 10                       | 11 | Sergio Pérez      | Force India-Mercedes      | 1:12.702    | 1:12.395 | 1:12.671 | 10                 |
| 11                       | 20 | Kevin Magnussen   | Haas-Ferrari              | 1:12.680    | 1:12.606 |          | 11                 |
| 12                       | 28 | Brendon Hartley   | Scuderia Toro Rosso-Honda | 1:12.587    | 1:12.635 |          | 12                 |
| 13                       | 16 | Charles Leclerc   | Sauber-Ferrari            | 1:12.945    | 1:12.661 |          | 13                 |
| 14                       | 14 | Fernando Alonso   | McLaren-Renault           | 1:12.979    | 1:12.856 |          | 14                 |
| 15                       | 2  | Stoffel Vandoorne | McLaren-Renault           | 1:12.998    | 1:12.865 |          | 15                 |
| 16                       | 10 | Pierre Gasly      | Scuderia Toro Rosso-Honda | 1:13.047    |          |          | 191                |
| 17                       | 18 | Lance Stroll      | Williams-Mercedes         | 1:13.590    |          |          | 16                 |
| 18                       | 35 | Sergey Sirotkin   | Williams-Mercedes         | 1:13.643    |          |          | 17                 |
| 19                       | 9  | Marcus Ericsson   | Sauber-Ferrari            | 1:14.593    |          |          | 18                 |
| Regla del 107%: 1:16.729 |    |                   |                           |             |          |          |                    |
| —                        | 8  | Romain Grosjean   | Haas-Ferrari              | Sense temps |          |          | 202                |
| Font:                    |    |                   |                           |             |          |          |                    |

Notes
- ^1  – Pierre Gasly va rebre deu llocs de penalització per canviar la unitat de potència.
- ^2  – Romain Grosjean no va marcar temps a la qualificació però va ser admès a la cursa per decisió dels comissaris de cursa[3]

## Carrera
Resultats
| Pos.  | Nº | Pilot             | Equip-motor               | Voltes | Temps/Retirat | Graella | Punts |
| ----- | -- | ----------------- | ------------------------- | ------ | ------------- | ------- | ----- |
| 1     | 5  | Sebastian Vettel  | Ferrari                   | 68     | 1:28:31.377   | 1       | 25    |
| 2     | 77 | Valtteri Bottas   | Mercedes                  | 68     | +7.376        | 2       | 18    |
| 3     | 33 | Max Verstappen    | Red Bull Racing-TAG Heuer | 68     | +8.360        | 3       | 15    |
| 4     | 3  | Daniel Ricciardo  | Red Bull Racing-TAG Heuer | 68     | +20.892       | 6       | 12    |
| 5     | 44 | Lewis Hamilton    | Mercedes                  | 68     | +21.559       | 4       | 10    |
| 6     | 7  | Kimi Räikkönen    | Ferrari                   | 68     | +27.184       | 5       | 8     |
| 7     | 27 | Nico Hülkenberg   | Renault                   | 67     | +1 Volta      | 7       | 6     |
| 8     | 55 | Carlos Sainz Jr.  | Renault                   | 67     | +1 Volta      | 9       | 4     |
| 9     | 31 | Esteban Ocon      | Force India-Mercedes      | 67     | +1 Volta      | 8       | 2     |
| 10    | 16 | Charles Leclerc   | Sauber-Ferrari            | 67     | +1 Volta      | 13      | 1     |
| 11    | 10 | Pierre Gasly      | Scuderia Toro Rosso-Honda | 67     | +1 Volta      | 19      |       |
| 12    | 8  | Romain Grosjean   | Haas-Ferrari              | 67     | +1 Volta      | 20      |       |
| 13    | 20 | Kevin Magnussen   | Haas-Ferrari              | 67     | +1 Volta      | 11      |       |
| 14    | 11 | Sergio Pérez      | Force India-Mercedes      | 67     | +1 Volta      | 10      |       |
| 15    | 9  | Marcus Ericsson   | Sauber-Ferrari            | 66     | +2 Voltes     | 18      |       |
| 16    | 2  | Stoffel Vandoorne | McLaren-Renault           | 66     | +2 Voltes     | 15      |       |
| 17    | 35 | Sergey Sirotkin   | Williams-Mercedes         | 66     | +2 Voltes     | 17      |       |
| Ret   | 14 | Fernando Alonso   | McLaren-Renault           | 40     | Prob. físics  | 14      |       |
| Ret   | 28 | Brendon Hartley   | Scuderia Toro Rosso-Honda | 0      | Col·lisió     | 12      |       |
| Ret   | 18 | Lance Stroll      | Williams-Mercedes         | 0      | Col·lisió     | 16      |       |
| Font: |    |                   |                           |        |               |         |       |